# Catasetum planiceps
Catasetum planiceps  es una especie de orquídea litofita que se encuentra en Sudamérica.

## Descripción
Es una orquídea litofita o con hábitos terrestres de gran tamaño, que prefiere el clima cálido. Tiene pseudobulbos fusiformes, algunos ligeramente curvados envueltos por vainas basales blanquecinas, como de papel y que llevan 7 a 8 hojas, elíptico-lanceoladas, de color verde medio,  con 3 venas prominentes. Florece en la primavera y el verano en una inflorescencia erecta, de 25,5 a 75 cm de largo, con pocas flores, con un pedúnculo que se dobla hacia abajo en el raquis. Las flores resupinadas tienen un olor agradable de regaliz.

## Distribución y hábitat
Se encuentra en Venezuela, las Guayanas, Surinam, Perú y el norte de Brasil en los bosques de tierras bajas y en las faldas de las cordilleras costeras en alturas de 100 a 700 metros. 

## Taxonomía
Catasetum planiceps fue descrito por John Lindley y publicado en Edwards's Botanical Register 29: t. 9. 1843.
Etimología
Ver: Catasetum
planiceps: epíteto latino que significa "con las extremidades planas".
Sinonimia
- Catasetum hymenophorum Cogn. (1895)
- Catasetum chloranthum Cogn.[4]